# Gerónimo Giménez
Gerónimo Giménez y Bellido (Sevilla, 10 d'octubre de 1854 – Madrid, 19 de febrer de 1923) va ser un compositor i director d'orquestra espanyol. Es va dedicar fonamentalment a la composició de sarsueles, deixant títols destacats en el repertori com La tempranica o La boda de Luis Alonso. Durant tota la seua vida va estar obsedit en escriure el seu nom i cognom amb "G".

## Biografia
Va iniciar-se amb son pare en els estudis musicals, que després va continuar amb Salvador Viniegra a Cadis. Va ser un infant prodigi, que als 12 anys va ingressar com a primer violí del Teatro Principal de Cadis. Als 17 anys ja era director d'una companyia d'òpera i sarsuela, debutant com a director a Gibraltar amb l'òpera Saffo de Pacini.
Va traslladar-se a París en haver obtingut una beca, estudiant violí amb Delphin Alard i composició amb Ambroise Thomas i obtenint el primer premi d'harmonia i contrapunt. Després d'un viatge per Itàlia va instal·lar-se a Madrid. L'any 1885 va ser nomenat director del Teatro Apolo de Madrid i poc després director del Teatro de la Zarzuela. Ruperto Chapí li va encarregar l'estrena de la seua sarsuela El Milagro de la Virgen, i també va estrenar La bruja. Immediatament va ser nomenat director de la Sociedad de Conciertos, càrrec que va ocupar durant 12 anys. Des d'aquesta responsabilitat va fer una important tasca de difusió de la música simfònica contemporània i va contribuir a incrementar l'afició filharmònica madrilenya. Segons Carlos Gómez Amat «Els qui el van veure dirigir ens han transmès el record d'unes execucions amb gran força i entusiasme. […] Amb una mímica imperceptible aconseguia allò que volia de l'orquestra.»
Va compondre molt, sovint amb precipitació per les presses i sobre llibrets de qualitat si més no dubtosa. Però també va col·laborar amb els millors autors de sainet de l'època: Ricardo de la Vega, Carlos Arniches, Serafín i Joaquín Álvarez Quintero i Javier de Burgos. Va compondre algunes obres en col·laboració amb Amadeu Vives, qui va qualificar Giménez de «músico del garbo», pel seu sentit rítmic i el seu fàcil melodisme.
El 1896 va compondre El mundo comedia es, o El baile de Luis Alonso sobre text ja estrenat sense música de Javier de Burgos. Arran de l'èxit va posar música a un altre sainet del mateix autor amb els mateixos personatges, que esdevindria una de les seues obres més cèlebres: La boda de Luis Alonso o La noche del encierro (1897). Aquesta segona part, que com a excepció va obtenir més èxit que la primera, no és una continuació del seu argument, sinó que tracta una situació anterior en el temps. De totes dues han perdurat els popularíssims intermezzos.
Potser és La tempranica l'obra més ambiciosa i més aconseguida de l'autor. Va ser estrenada al Teatro de la Zarzuela el 19 de setembre de 1900, composta sobre text de Julián Romea. Giménez aconsegueix combinar hàbilment moments d'un intens lirisme amb altres en què esclata l'element popular, i que en paraules de Gómez Amat «és una sarsuela amb totes les virtuts del gènere i cap dels seus defectes». Sovint s'ha posat de manifest la influència de Giménez en el simfonisme de Manuel de Falla, Joaquín Turina i d'altres compositors espanyols posteriors. La connexió estilística entre certs moments de La tempranica i la posterior òpera de Manuel de Falla, La vida breve, resulta evident per a qualsevol melòman. Federico Moreno Torroba la va transformar en òpera, musicant les parts parlades. Joaquín Rodrigo va compondre l'any 1939 una obra en homenatge a aquesta sarsuela: Homenaje a «La Tempranica», amb part solista de castanyoles.
Al final de la seua vida es va trobar en una precària situació econòmica, agreujada en haver estat rebutjada la seua petició d'accés a una càtedra del Conservatori de Madrid. Va morir a Madrid, el 19 de febrer de 1923.

## Obres

### Sarsuela
- 1878 Las niñas desenvueltas, sarsuela, 1 acte - llibret: Enrique Arango y Alarcón (en col·laboració amb Ruperto Chapí
- 1885 El vermouth de Nicomedes, sarsuela, 1 acte - llibret: Vicente García Valero
- 1886 A mata caballo, sarsuela, 1 acte - llibret: Vicente García Valero
- 1887 Caballeros en plaza, pasillo cómico-lírico, 1 acte - llibret: Fiacro Yrayzoz
- 1887 ¡Ya soy propietario!, sarsuela, 1 acte - llibret: Eduardo Navarro Gonzalvo
- 1887 El esclavo, sarsuela, 1 acte - llibret: Enrique Prieto i Joaquín Barberá
- 1888 Escuela modelo, sarsuela
- 1889 La tiple, sarsuela
- 1890 Tannhauser el estanquero, sarsuela, 1 acte - llibret: Eduardo Navarro Gonzalvo
- 1890 La república de Chamba, sarsuela, 1 acte - llibret: Sinesio Delgado
- 1890 Tannhauser cesante, sarsuela, 1 acte - llibret: Eduardo Navarro Gonzalvo
- 1890 Trafalgar, sarsuela, 2 actes - llibret: Javier de Burgos
- 1891 ¡Pero cómo está Madrid!, sarsuela
- 1892 La cencerrada, sarsuela, 1 acte - llibret: Guillermo Perrín i Miguel de Palacios
- 1892 El hijo de su excelencia, sarsuela, 1 acte - llibret: L. Larra i M. Gullón
- 1892 La madre del cordero, sarsuela, 1 acte - llibret: Fiacro Yrayzoz
- 1892 El ventorrillo del Chato, sarsuela
- 1893 Candidita, sarsuela, 1 acte - llibret: Javier de Burgos
- 1893 La mujer del molinero, sarsuela, 1 acte - llibret: Fiacro Yrayzoz
- 1893 Los voluntarios, sarsuela, 1 acte - llibret: Fiacro Yrayzoz
- 1894 Viento en popa, sarsuela, 1 acte - llibret: Fiacro Yrayzoz
- 1895 La sobrina del sacristán, sarsuela
- 1895 De vuelta del vivero, madrilenya, 1 acte - llibret: Fiacro Yrayzoz
- 1896 Las mujeres, sainete lírico - llibret: Javier de Burgos
- 1896 El mundo comedia es, o El baile de Luis Alonso, sarsuela, 1 acte - llibret: Javier de Burgos
- 1897 Aquí va a haber algo gordo, o La casa de los escándalos, sainet líric - llibret: Ricardo de la Vega
- 1897 La boda de Luis Alonso, o La noche del encierro, sarsuela, 1 acte - llibret: Javier de Burgos i Manuel López-Quiroga y Miquel
- 1897 La guardia amarilla, sarsuela, 1 acte - llibret: Carlos Arniches i Celso Lucio
- 1899 Amor engendra desdichas, o El guapo y el feo y verduleras honradas, sarsuela - llibret: Ricardo de la Vega
- 1899 Los borrachos, sarsuela, 1 acte - llibret: Serafín Alvarez Quintero i Joaquín Álvarez Quintero
- 1899 La familia de Sicur, sainete lírico, 1 acte - llibret: Javier de Burgos
- 1900 La noche de La tempestad, sarsuela, 1 acte - llibret: Fiacro Yrayzoz
- 1900 Joshé Martín, el tamborilero, sarsuela, 1 acte - llibret: Fiacro Yrayzoz
- 1900 La tempranica, sarsuela, 1 acte - llibret: Julián Romea
- 1901 El barbero de Sevilla, sarsuela, 1 acte - llibret: Guillermo Perrín i Miguel de Palacios (en col·laboració amb: Manuel Nieto i Matañ (1844-1915))
- 1901 Correo interior,sarsuela - (en col·laboració amb Manuel Nieto i Matañ i Guillermo Cereceda (1844-1919))
- 1901 Enseñanza libre, apropósito-cómico, 1 acte - llibret: Guillermo Perrín i Miguel de Palacios
- 1901 Los timplaos, sarsuela, 1 acte - llibret: E. Blasco i Carlos Fernández Shaw
- 1902 Maria del Pilar, sarsuela, 3 actes - llibret: Francisco Flores i Gabriel Briones
- 1902 El morrongo, sarsuela
- 1902 La torre del oro, sarsuela, 1 acte - llibret: Guillermo Perrín i Miguel de Palacios
- 1903 La camarona, sarsuela, 1 acte - llibret: Guillermo Perrín i Miguel de Palacios
- 1903 El general, sarsuela, 1 acte - llibret: Guillermo Perrín i Miguel de Palacios
- 1903 La morenita, sarsuela, 1 acte - llibret: Guillermo Perrín i Miguel de Palacios
- 1903 La visión de Fray Martín, sarsuela
- 1904 Cuadros al fresco, sarsuela
- 1904 El húsar de la guardia, sarsuela, 1 acte - llibret: Guillermo Perrín i Miguel de Palacios (en col·laboració amb: Amadeu Vives (1871-1932))
- 1904 Los pícaros celas, sainet líric, 1 acte - llibret: Carlos Arniches i Carlos Fernández Shaw
- 1904 La sequía, sarsuela
- 1905 El amigo del alma, humorada lírica, 1 acte - llibret: J. Torres i C. Cruselles (en col·laboració amb: Amadeu Vives)
- 1905 El arte de ser bonita, pasatemps líric - llibret: I. Paso i J. Prieto, en col·laboració amb: Amadeu Vives
- 1905 Cascabel, sarsuela
- 1905 Las granadinas, sarsuela, en col·laboració amb: Amadeu Vives
- 1905 Los guapos, sarsuela
- 1905 ¡Libertad!, sarsuela, 3 actes - llibret: Guillermo Perrín i Miguel de Palacios, en col·laboració amb: Amadeu Vives
- 1906 El diablo verde, sarsuela en col·laboració amb: Amadeu Vives
- 1906 La gatita blanca, humorada lírica, 1 acte - llibret: José Jackson Veyán i Jacinto Capella, en col·laboració amb: Amadeu Vives
- 1906 El golpe de estado, operette, 1 acte - llibret: Atanasio Melantuche i Santiago Oria, en col·laboració amb: Amadeu Vives
- 1906 El guante amarillo, sarsuela, 1 acte - llibret: José Jackson Veyán i Jacinto Capella, en col·laboració amb: Amadeu Vives
- 1906 La Machaquito, sarsuela, 1 acte - llibret: Larra i Jacinto Capella, en col·laboració amb: Amadeu Vives
- 1906 La marcha real, sarsuela - en col·laboració amb: Amadeu Vives
- 1906 La venta de la alegría, sarsuela
- 1907 La antorcha del himeneo, sarsuela
- 1907 Cinematógrafo nacional, revista còmico-lírica, 1 acte - llibret: Guillermo Perrín i Miguel de Palacios
- 1907 El príncipe real, sarsuela
- 1908 A.B.C., fantasia còmico-lírica de gran espectacle, 1 acte - llibret: Guillermo Perrín i Miguel de Palacios
- 1908 La dos rivales, sarsuela
- 1908 La eterna revista, sarsuela, 1 acte - llibret: Ramón Asensio Masi Jacinto Capella (en col·laboració amb Ruperto Chapí)
- 1908 El grito de independencia, sarsuela
- 1908 La leyenda mora, sarsuela
- 1908 El trust de las mujeres, sarsuela
- 1909 Las mil y pico de noches, sarsuela, 1 acte - llibret: Guillermo Perrín i Miguel de Palacios
- 1909 El patinillo, sarsuela, 1 acte - llibret: Serafín Alvarez Quintero i Joaquín Alvarez Quintero
- 1909 Pepe el liberal, sainet líric, 1 acte - llibret: Guillermo Perrín i Miguel de Palacios
- 1911 Los juglares, poema escènic, 2 actes - llibret: Carlos Fernández Shaw i Ramón Asensio Mas
- 1911 Lirio entre espinas, sarsuela
- 1911 La suerte de Isabelita, sarsuela, 1 acte - llibret: M. Sierra
- 1911 Los viajes de Gulliver, sarsuela, 3 actes - llibret: Antonio Paso i Joaquín Abati, en col·laboració amb: Amadeu Vives
- 1912 Los ángeles mandan, sarsuela
- 1912 El coche del diablo, sarsuela
- 1912 El cuento del dragón, sarsuela, 1 acte - llibret: Joan Baptista Pont i Moncho i Luis Linares Becerra
- 1912 Las hijas de Venus, sarsuela
- 1912 Los hombres que son hombres, sainet, 2 actes - llibret: J. Moyrón
- 1913 Ovación y oreja, sarsuela
- 1913 El príncipe Pío, sarsuela
- 1914 El gran simulacro, sarsuela
- 1914 Malagueñas, sarsuela, 1 acte - llibret: Gonzalo Cantó i Rafael Santa Ana
- 1914 El ojo de gallo, sarsuela
- 1915 Las castañuelas, sarsuela, 1 acte - llibret: Guillermo Perrín i Miguel de Palacios
- 1915 Cine fantomas, sarsuela
- 1915 La pandereta, sarsuela
- 1915 La última, operette
- 1915 Ysidrin, o Las cuarenta y nueve provincias, sarsuela
- 1916 La embajadora, sarsuela, 3 actes - llibret: Antonio Fernández Lepina i Ricardo Gonzáles de Toro
- 1916 La Eva ideal, sarsuela
- 1916 La guitarra del amor, sarsuela (en col·laboració amb Tomás Bretón
- 1917 La costilla de Adán, fantasia cómico-lírica, 1 acte - llibret: Julián Moyron i Ricardo Gonzáles de Toro
- 1917 Esta noche es nochebuena, sarsuela
- 1917 El Zorro, sarsuela
- 1918 Abejas y zánganos, humorada còmico-lírica, 1 acte - llibret: José Ramos Martín i Emilio Ferraz Revenga
- 1918 La bella persa, sarsuela
- 1918 Tras Tristán, sarsuela, 1 acte - llibret: José Ramos Martín
- 1919 La España de la alegría, sarsuela
- 1919 El gran Olavide, sarsuela
- 1919 Soleares, sarsuela, 1 acte - llibret: José Ramos Martín
- 1920 La cortesana de Omán, sarsuela
- Ardid de guerra, sarsuela
- El estudiante de maravillas, sarsuela
- Las figuras de cera, sarsuela
- Los húngaros, sarsuela
- Panorama nacional, sarsuela
- Peluquero de señoras, sarsuela
- La puerta del infierno, sarsuela
- Un viaje de los demonios, sarsuela

### Música de cambra
- Tres cadències per al concert per a violí i orquestra de Ludwig van Beethoven, per a violí